# 大阪経済法科大学
大阪経済法科大学（おおさかけいざいほうかだいがく、英語: Osaka University of Economics and Law）は、日本の私立大学である。大阪府八尾市に本部を置く。略称は経法、経法大、大経法。大阪経済大学と名前が似ているが一切関係がない。

## 概観

### 学風および特色

#### 経法相互乗り入れ
創立者である金澤尚淑博士により建学の理念とされた「経済と法律が社会の両輪…」という言葉を具現化するため、経済学・法学の柔軟な相互履修を可能にする「経法相互乗り入れ」という教育制度を実施している（卒業時に修得できる学位は、学士(法学)、学士(経済学)、学士(国際学)のいずれかとなる）。

#### 資格に強い大学への転換

##### Sコース
「Sコース」と呼ばれる資格試験対策カリキュラムを中心に、資格取得などの教育システムがある。Sコースでは、早稲田セミナーなどの予備校から派遣された講師と、大学教員が連携して指導する体制を採っている。入学試験で合格した一部の学生および入学後選考を受け採用された学生は、受講料無料で受講することが可能となっている。また、Sコース受講生専用の自習室やグループ学習室が用意されている。

##### 実績
Sコースなどの取り組みにより、2003年・2007年・2010年・2014年の公認会計士試験に現役（同大学在学中）合格者を輩出しているほか、大阪大学・関西大学・関西学院大学・立命館大学など、関西地方を中心とした法科大学院への進学者がいる。この間は法科大学院に進学した卒業生が3年（2012年～2014年）連続司法試験に合格している。

## 沿革

### 年表
- 1971年（昭和46年）
  - 1月 - 学校法人大阪経済法律学園設立
  - 4月 - 大阪経済法科大学開学。経済学部経済学科、法学部法律学科開設
- 1972年（昭和47年）4月 - 学友会発足
- 1973年（昭和48年）4月 - 教職課程開始
- 1977年（昭和52年）3月 - 経済研究所、法律研究所開設
- 1979年（昭和54年）4月 - 総合科学研究所開設
- 1983年（昭和58年）7月 - 父母会発足
- 1984年（昭和59年）4月 - コンピュータ講座開設
- 1987年（昭和62年）
  - 4月 - 情報科学センター開設
  - 9月 - 出版部開設
  - 12月 - アジア研究所開設
- 1991年（平成3年）10月 - 創立20周年記念式典開催
- 1994年（平成6年）6月 - 国際シンポジウム「コンピュータ時代の識字教育」開催（ユネスコと共催）
- 1996年（平成8年）
  - 4月 - 科学技術研究所開設
  - 10月 - 創立25周年記念式典開催
- 1997年（平成9年）
  - 4月 - 「Sコース」（特修講座）開設
  - 9月 - 総合情報ネットワークシステム（NICE）開設
- 1999年（平成11年）6月 - 大阪経済法科大学校友会結成
- 2000年（平成12年）9月 - 第1回東アジア学国際シンポジウム「東アジア学研究の現状と課題」開催（北京大学と共催）
- 2001年（平成13年）10月 - 創立30周年記念式典開催
- 2002年（平成14年）8月 - 第2回東アジア学国際学術シンポジウム「経済のグローバル化地域化と東アジア」開催（北京大学と共催）
- 2004年（平成16年）12月 - 第3回東アジア学国際学術シンポジウム「アジアにおけるエスニックグループ、その調和と軋轢」開催（北京大学及びチェラロンコン大学と共催）
- 2005年（平成17年）9月 - 総合情報ネットワーク（NICE）システム整備（文部科学省・平成17年度私立学校設備整備費補助金事業）
- 2006年（平成18年）9月 - 第4回東アジア学国際学術シンポジウム「東アジア共同体に向けて―挑戦と展望―」開催（北京大学及びベトナム社会科学院と共催）
- 2008年（平成20年）
  - 4月 - 阪南キャンパス開設
  - 9月 - 第5回東アジア学国際学術シンポジウム「21世紀の東アジア―平和・安定・共生―」開催（北京大学と共催）
- 2010年（平成22年）9月 - 第6回東アジア学国際学術シンポジウム開催（北京大学、ロシア極東国立大学及びロシア科学アカデミーと共催）
- 2011年（平成23年）
  - 9月 - 日中哲学シンポジウム「21世紀の思想課題―転換期の価値観の構築―」開催（北京大学と共催）
  - 12月 - 創立40周年記念式典開催
- 2012年（平成24年）
  - 4月 - 八尾駅前キャンパス「オーバル」開校
  - 9月 - 第7回東アジア学国際学術シンポジウム「New world order and Eest Asia」開催（北京大学、中山大学と共催）
- 2014年（平成26年）
  - 3月 - 1号館を取り壊し。図書館のラーニングコモンズ設備整備（文部科学省・平成25年度私立大学等教育研究活性化設備整備事業<タイプ1>）
  - 4月 - 経済学部に経営学科設置
  - 9月 - 第8回東アジア学国際学術シンポジウム「再構築される東アジア」開催（北京大学、遼寧大学と共催）
  - 10月 - 花岡キャンパス「セントラルガーデン」完成
  - 12月 - E号館のアクティブラーニング・スタジオ設備整備（文部科学省・平成26年度私立大学等教育研究活性化設備整備事業<タイプ1>）
- 2015年（平成27年）
  - 3月 - グローバル人材育成のためのＥ号館の設備整備（文部科学省・平成26年度私立大学等教育研究活性化設備整備事業<タイプ4>）
  - 4月 - 大学院経済学研究科経済学専攻（修士課程）開設
- 2016年（平成28年）
  - 3月 - B号館の教室設備整備（文部科学省・平成27年度私立大学等教育研究活性化設備整備事業<タイプ1>）
  - 4月 - 国際学部国際学科開設
  - 9月 - 第9回東アジア学国際学術シンポジウム「新しい情勢下における東アジア協力と交流」開催（北京大学、復旦大学と共催）
- 2017年（平成29年）
  - 3月 - 花岡キャンパスへの大学院移設整備工事。スマートフォン対応型学修管理システムの整備（文部科学省・平成28年度私立大学等教育研究活性化設備整備事業<タイプ1>）
  - 4月 - 大学院経済学研究科経営学専攻（修士課程）開設
- 2018年（平成30年）8月 - 第10回東アジア学国際学術シンポジウム「21世紀における東アジアの新局面」開催（北京大学、モンゴル国立大学と共催）
- 2019年（平成31年）4月 - 経営学部経営学科開設。それに伴い経済学部経営学科学生募集停止

## 基礎データ

### 所在地
- 花岡キャンパス（大阪府八尾市楽音字6-10）
- 八尾駅前キャンパス（大阪府八尾市北本町2丁目10-45）

### 象徴
- 学歌「われらが白き学舎に」(作詞・杉紀彦、作曲・服部克久)にあるように、花岡キャンパス内の建物は白を基調としている。

## 教育および研究

### 組織

#### 学部
- 経済学部
  - 経済学科
    - 経済理論コース（以下のコースは2021年度より）
    - 国際経済コース
    - 都市経済コース
    - 現代日本経済コース
- 経営学部
  - 経営学科
    - ビジネスデザインコース
    - 企画マーケティングコース
    - 組織・人材マネジメントコース
    - 会計専門職コース
- 法学部
  - 法律学科
    - 法曹・法律専門職コース
    - 公務員コース
    - 企業キャリアコース
- 国際学部(2016年4月開設[2])
  - 国際学科
    - 国際コミュニケーションコース
    - グローバルキャリアコース

#### 研究科
- 経済学研究科
  - 経済学専攻（修士課程）
  - 経営学専攻（修士課程）

#### 研究所
- 21世紀社会総合研究センター
  - 地域総合研究所
  - アジア研究所
- アジア太平洋研究センター

## 大学関係者と組織

### 大学関係者一覧

#### 著名な出身者

##### お笑い芸人
- 小堀裕之 - お笑いコンビ2丁拳銃メンバー　※中退
- 島原啓 お笑いコンビつるせんねんメンバー
- 玉置ピンチ! - 大川興業所属お笑いコンビミヨポンメンバー
- ベルセルク三好 - 大川興業所属お笑いコンビミヨポンメンバー、ピン芸人
- お見送り芸人しんいち - グレープカンパニー所属お笑い芸人

##### ミュージシャン
- ウインズ平阪 - J-POPバンドのリーダー
- TAKUMA - ロックバンド10-FEETボーカル・ギター

##### 俳優
- 細川茂樹 - 俳優、タレント

##### スポーツ
- 内山智之 - 元福岡ダイエーホークス投手
- 吉本一義 - 元福岡ダイエーホークス投手
- 朴智星 - サッカー選手　※中退
- 杉本大成 - 元プロ野球審判員
- 樋口清輝 - 元テコンドー選手

##### アナウンサー
- 中村雅史 - テレビせとうちアナウンサー
- 重森由佳 - 長崎国際テレビアナウンサー

##### その他
- 濱田剛史 - 大阪府高槻市長、元東京地方検察庁検事、弁護士
- 榊原暢宏 - ジャパンベストレスキューシステム創業者・代表取締役

## 施設

### キャンパス

#### 花岡キャンパス
大阪府八尾市楽音寺6丁目にあるキャンパス。大学本部の所在地でもある。キャンパス名の「花岡」とは、花岡キャンパスがある八尾市楽音寺東部にかつて存在した「花岡山古墳」にちなんで、「八尾駅前キャンパス」の開校決定に伴って命名されたものである(キャンパス内には、古墳が在ったことを記念した「花岡山遺跡石碑」が建立されている。)。近鉄大阪線近鉄八尾駅近くの「八尾駅前キャンパス」よりスクールバスで20分。近鉄奈良線東花園駅からは近鉄バス山本駅前行にて楽音寺で下車し徒歩15分。大学創立40周年を記念し、キャンパス中心部に新学生ホール棟「Chronos（クロノス）」が建設された。キャンパスレストランやカフェ、ホール（講堂）などを備えた学生の生活空間として利用されている。

#### 八尾駅前キャンパス

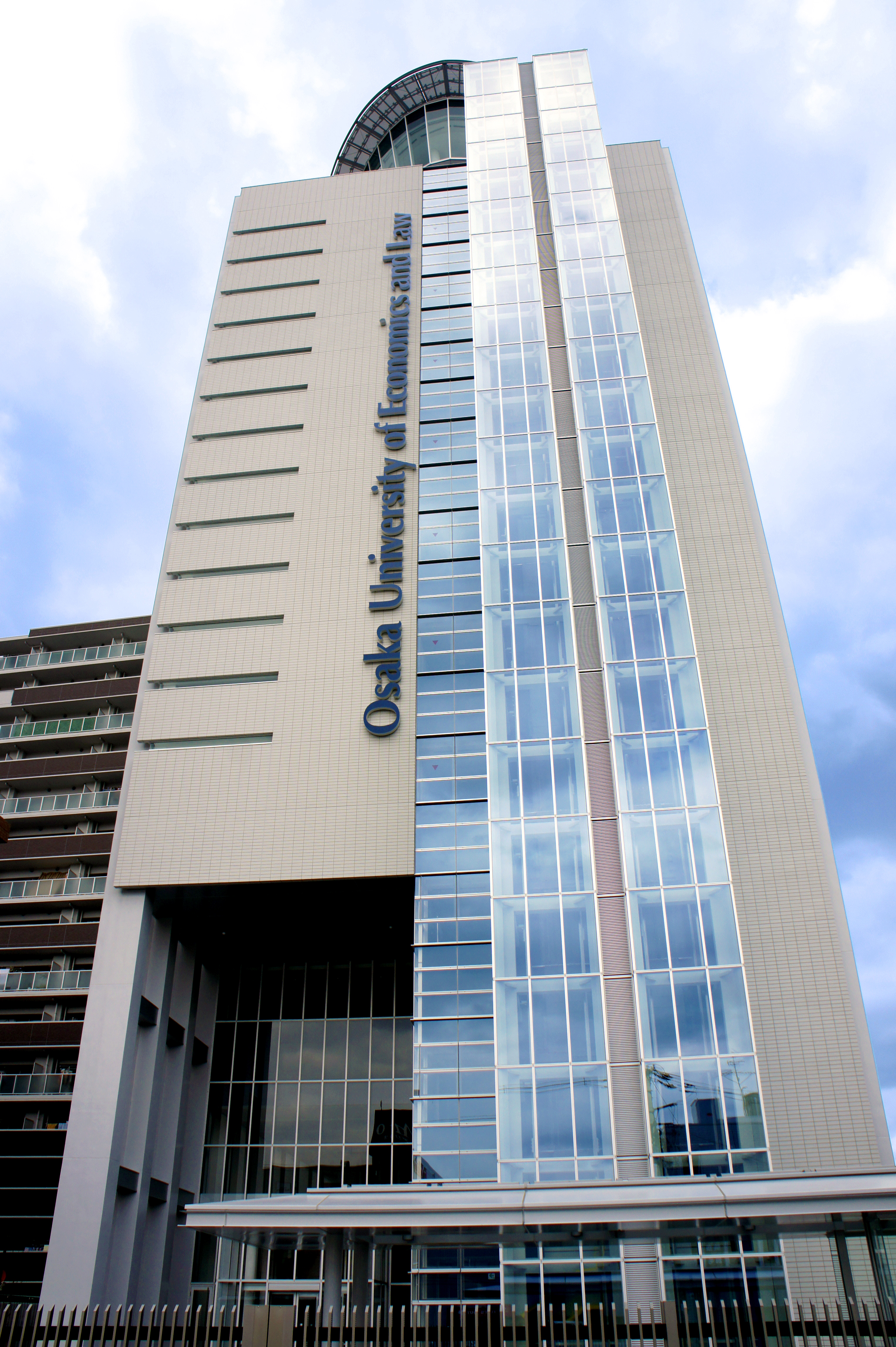
八尾駅前キャンパス

近鉄大阪線近鉄八尾駅前の大阪府八尾市北本町にある都市型キャンパス。地上12階建てのビル1棟で構成されている。2011年12月7日に竣工し、2012年2月20日から学生の利用を開始した。キャンパス用地は、近鉄八尾駅前への「アリオ八尾」の開業により撤退した八尾サティ跡地である。周辺にはアリオ八尾のほか、商店街や八尾市役所、LINOAS（旧西武百貨店八尾店）などの商業施設・公共施設も近い。

### 学外施設
八尾市のキャンパス以外にも学外施設があり、運動系クラブの練習や、クラブ・サークル・ゼミでの合宿などに利用することが可能となっている。
東京セミナーハウス
東京事務所およびアジア太平洋研究センター（前所長：武者小路公秀）としての役割を持つ。宿泊設備も備えており、就職活動など一定の理由に基づく場合は、学生も利用可能となっている。
富田林グラウンド
野球部の練習場として使用されている。なお、野球部員たちは専用バスを利用して大学からグラウンドまで通っている。
琵琶湖セミナーハウス
琵琶湖そばにある合宿用施設で、周辺には海水浴場やスキー場があることから、長期休業期間のレジャーにも活用できる。
阪南キャンパス
関西国際空港の見える、大阪府阪南市の丘陵地に設置。7万坪以上の敷地を有する。キャンパスという名称ではあるが、学部は属さず、運動場や合宿施設などセミナーハウスとしての機能を持つ。2008年開設。

## 対外関係

### 地方自治体等との関係
2005年9月に八尾市立図書館と相互協力に関する基本協定を締結したことを皮切りに、2007年11月に八尾市国際交流センターと相互協力協定を、2008年2月に八尾市教育委員会、2008年12月に東大阪市教育委員会と連携協力協定を、2013年2月に八尾市と包括連携に関する協定書を締結するなど、東大阪地域の地方自治体等と関係を深めている。また、他大学にあまり見られない自治体等との連携として、2013年2月に八尾市議会との地域連携に関する覚書を締結したことがあげられる。
- 八尾市（2013年2月に包括連携に関する協定締結）
- 八尾市議会（2013年2月に地域連携に関する覚書締結）
- 八尾市消防本部
- 八尾市立図書館
- 八尾市国際交流センター（2007年11月に相互協力に関する基本協定締結）
- 八尾市教育委員会（2008年2月に連携協力に関する基本協定締結）
- 東大阪市教育委員会（2008年12月に連携協力の実施に関する協定締結）
- 東大阪市6大学連携公開講座（東大阪市教育委員会）
- 環境アニメティッドやお
- 高安ルーツの能実行委員会
- 高安自然再生協議会
- 大阪府中小企業家同友会（2014年10月に包括連携協定締結）

### 他大学との協定

#### 国際交流関係
北京大学、ハワイ大学、トロント大学、ロンドン大学東洋アフリカ研究学院（東洋アフリカ研究学院）、高麗大学校など海外の大学等との国際交流ネットワークを緊密に形成している。2018年8月現在、25ヵ国・地域65大学・教育研究機関との海外ネットワークを持っている。こうした環境を活かし、海外留学制度なども用意し、さらに2016年度からは国際学部国際学科を開設した。
- アメリカ
  - イリノイ大学（2000年8月に協定留学プログラム開始）
  - カンザス州立エンポリア大学（2008年4月に学術交流協定を締結）
  - ハワイ大学マノア校（2008年9月に学術交流協定締結）
  - サンフランシスコ州立大学（2019年1月に包括協定締結）
  - ハワイ大学ウィリアムリチャードソン法科大学院
  - ルーズベルト大学
  - マセッドカレッジ（2011年8月に国際教育プログラムに関する協定締結）
  - ピッツバーグ大学（2011年10月に国際教育プログラムに関する協定締結）
  - ナショナル大学（2015年8月に学術交流協定締結）
  - ニューヨーク州立大学ストーニーブルック校（2020年1月に包括協定締結）
  - ニューヨーク市立大学バルーク校生涯学習・専門職学院（2020年1月に英語教育に関する合意書取り交わし）
  - クリーブランド州立大学
- カナダ
  - トロント大学東洋学部（1995年4月に学術教育協定締結）
- イギリス
  - ロンドン大学東洋アフリカ研究学院（東洋アフリカ研究学院）（1999年11月に学術交流に関する協定締結）
- フランス
  - 社会科学高等研究院
  - ニース大学
- イタリア
  - トリノ大学（1997年3月に学術交流協定締結）
  - ジョン・カボット大学
- ドイツ
  - ドイチュ・インスティテュート
  - アーレン大学（2017年10月に国際交流に関する協定締結）
- ロシア
  - 極東国立総合大学（1996年4月に国際学術プログラム協定締結）
  - ロシア極東連邦大学
  - ロシア科学アカデミー（東洋科学研究所、極東支部経済研究所、同支部太平洋地理学研究所）
- ウクライナ
  - イヴァン・フランコ記念リヴィウ国立大学（2016年10月に国際交流プログラムに関する協定締結、学生交換合意書取り交わし）
  - キエフ大学（2010年10月に国際交流協定締結）
  - キエフ国立言語大学（2018年6月に国際交流プログラムに関する協定締結）
- ウルグアイ
  - ウルグアイ共和国大学（2011年2月に国際交流協定締結）
- オーストラリア
  - グリフィス大学（1999年10月に協定留学プログラム開始）
- ニュージーランド
  - オークランド大学
  - ワイカト大学
- 中国
  - 北京大学（1986年10月に学術交流協定締結）
  - 復旦大学（2000年9月に協定留学プログラム開始）
  - 延辺大学
  - 遼寧大学
  - 中国政法大学
  - 中国民族大学
  - 中山大学法学部
  - 北京聯合大学
  - 北華大学
  - 南京暁庄学院
  - 上海工商外国語学院
  - 中僑学院
  - 建橋学院
  - 濰坊学院（2011年7月に国際教育プログラムに関する協定締結）
- 韓国
  - 高麗大学校
  - 慶尚大学校
  - 崇実大学校（1993年9月に学術協定及び教育協定締結）
  - 梨花女子大学校
  - 延世大学校・統一研究院
  - 浦項工科大学校・情報通信研究所
  - 韓国学中央研究院
- 台湾
  - 台湾大学・社会科学院法律学院（法学院）（1988年9月に姉妹校協定締結）
  - 中国文化大学
- ブータン
  - ロイヤルティンプーカレッジ（2018年12月に国際交流プログラムに関する協定締結）
- フィリピン
  - フィリピン大学（1993年6月に学術交流協定締結）
- モンゴル
  - モンゴル国立大学（1998年5月に国際交流プログラム協定締結）
  - イクサザグ国際大学
- タイ
  - チュラロンコン大学（2001年6月に協力及び交流のための協定締結）
- ベトナム
  - ベトナム国立大学ハノイ校人文社会科学大学（2001年7月に学術交流協定締結）
  - ベトナム国立社会・人文科学研究センター（東南アジア研究所、北東アジア研究所）
- マレーシア
  - マレーシア国立大学（2014年2月に学術交流協定締結）
- カンボジア
  - 国立経営大学（2014年2月に学術交流協定締結）
- インドネシア
  - ジャカルタ国立大学（2015年7月に学術交流協定締結）
- ミャンマー
  - ヤンゴン大学（2015年12月に学術交流協定締結）
- ラオス
  - ラオス国立大学（2017年1月に国際交流に関する協定締結）
- インド
  - シンビオシス国際大学（2009年3月に学術・研究交流に関する協定締結）
  - デリー大学セント・スティーブンカレッジ（2007年10月に協力及び交流協定締結）
- ネパール
  - トリブヴァン大学（2017年10月に国際交流に関する協定締結）
- ウズベキスタン
  - タシケント国立東洋学大学（2019年3月に国際交流プログラムに関する協定締結）

### 姉妹校・関連学校
- 大阪情報コンピュータ専門学校
- 大阪情報コンピュータ高等専修学校